# Plectranthias fijiensis
Plectranthias fijiensis är en fiskart som beskrevs av Raj och Seeto, 1983. Plectranthias fijiensis ingår i släktet Plectranthias och familjen havsabborrfiskar. Inga underarter finns listade i Catalogue of Life.